# BN dels Bessons
BN dels Bessons (BN Geminorum) és un estel variable a la constel·lació dels Bessons. És un estel allunyat la distància del qual respecte al sistema solar no és ben coneguda. Un estudi la situa a 1.480 anys llum de distància mentre que un altre, utilitzant la paral·laxi mesurada pel satèl·lit Hipparcos corregida per l'extinció, assenyala una xifra major de 1.620 anys llum.
BN Geminorum és un estel de la seqüència principal de tipus espectral O8Vpe. És un estel molt calent la temperatura efectiva del qual aconsegueix els 33.400 K. Extraordinàriament lluminós, llueix amb una lluminositat equivalent a 80.000 sols. Té un radi 8,5 vegades més gran que el radi solar i gira sobre si mateixa a gran velocitat; diversos estudis xifren la seva velocitat de rotació projectada entre 163 i 240 km/s. És un estel massiu de 22 masses solars que —a diferència de molts altres estels de tipus O— no forma part d'un sistema estel·lar. Així mateix, es pensa que probablement no és un estel fugitiu.
Catalogada com a variable eruptiva del tipus Gamma Cassiopeiae, la lluentor de BN Geminorum fluctua de forma impredictible entre magnitud aparent +6,75 i +6,85.